# Łysy Groń
Łysy Groń (601 m n.p.m.) – szczyt w Beskidzie Małym. Taką nazwę podaje państwowy rejestr nazw geograficznych i bazująca na nim mapa Geoportalu, na mapie Compassu jest opisany jest z dwoma nazwami; Przyszop i Łysy Groń, w przewodniku turystycznym „Beskid Mały” jest to Przysop.
Łysy Groń znajduje się w Grupie Magurki Wilkowickiej, w południowym grzbiecie Czupla oddzielającym dolinę Żylicy od doliny Roztoki i jest najdalej na południowy wschód wysuniętym wzniesieniem tego grzbietu. Na Łysym Groniu grzbiet rozgałęzia się na dwa ramiona, pomiędzy którymi spływa potok Stachurski. Orograficznie lewe ramię opada do potoku Tresna Mała, zaś w prawym ramieniu jest wzniesienie Groń.
Łysy Groń jest porośnięty lasem, ale na grzbiecie łączącym go z Gronikiem jest ciąg widokowych polan. Na Łysym Groniu graniczą z sobą trzy miejscowości: Tresna, Zarzecze i Pietrzykowice (wszystkie w województwie śląskim, w powiecie żywieckim).
Szlaki turystyczne
 Tresna (Hotel „Odys”) – Łysy Groń – Gronik – Solisko – skrzyżowanie ze szlakiem czerwonym na polanie Przysłop.